# 中央企业
中央企业，又称中央直属企业、中央管理企业，简称央企，是指由中华人民共和国国务院（即中央人民政府）或其授权的国务院国有资产监督管理委员会、财政部等机构代表国务院履行出资人职责的国有企业。
狭义的“中央企业”，是指由国务院国资委代表国务院履行出资人职责的企业，截至2025年7月29日共有100户。
广义的“中央企业”还包括由财政部代表国务院履行出资人职责的企业，共有146户：
- 中央金融企业[註 1]，列入《中央金融企业名录》[8]，截至2021年2月20日有27户[9]。
- 资产财务关系单列的中央文化企业[10]，由财政部科教和文化司承担相关工作[11]，截至2024年年末共有2户[註 2]。
- 中国国家铁路集团有限公司、中国邮政集团有限公司、中国烟草总公司3户行政类中央企业，由财政部经济建设司承担相关工作[13]。
- 北大荒农垦集团有限公司1户商业类中央企业，由财政部农业农村司承担相关工作[14]。

中央企业主要特征有三，一是资产财务关系在财政部单列；二是人事关系在人社部单列；三是经营上在国家计划中单列（国务院可以直接向其行文）。

## 管理制度

### 行政级别
1999年9月中共十五届四中全会通过的《关于国有企业改革和发展若干重大问题的决定》规定，“对企业及企业领导人不再确定行政级别”。2000年中华人民共和国国家经济贸易委员会发布的《国有大中型企业建立现代企业制度和加强管理基本规范（试行）》亦规定，“企业不再套用党政机关的行政级别，也不再比照党政机关干部的行政级别确定企业经营管理者的待遇”。故中央企业在法律上已不再规定行政级别。
但在实际人事管理中，被称为“部分国有重要骨干企业”（又称“国有重点大型企业”）或“中管金融企业”的一部分中央企业仍享受相当于副部级的政治经济待遇，企业正职领导（董事长、党委书记、党组书记、总经理、监事长）为中共中央直接管理的干部（中管干部）。坊间也因而有“副部级央企”的说法。
2018年深化党和国家机构改革之前，国务院向国有重点大型企业派出国有重点大型企业监事会，对国务院负责，代表国家对国有重点大型企业的国有资产保值增值状况实施监督。国务院派出监事会的企业名单，由国有企业监事会管理机构提出建议，报国务院决定。2018年改革后，国有重点大型企业监事会职责由中华人民共和国审计署承担。
2019年10月24日，国务院国资委党委印发《关于中央企业开展“总部机关化”问题专项整改工作的通知》（国资党委〔2019〕161号），要求中央企业建立市场化职级名称体系，规范总部机构和职务称谓。以中核集团为例，整改后，集团公司内部干部任免发文不再标注“正局级、副局级、正处级、副处级”等职级，按“总经理助理级领导、部门正职、部门副职、处室正职、处室副职”标注，具体以确定的岗位职级序列为准。

### 管理权限
国务院国资委履行出资人职责的企业100户，均为实业类中央企业。其中国有重要骨干企业54户，正职领导干部由中共中央管理，副职领导干部由中共中央组织部管理，外部董事由国务院国资委企干一局管理；一般中央企业46户，领导干部由中共国务院国资委党委管理。
财政部履行出资人职责的企业146户，包括：行政类中央企业3户，商业类中央企业1户，中央文化企业115户（其中2户为资产财务关系单列的中央企业、112户为部属文化企业），中央金融企业27户；其中，正职领导干部由中共中央任免的中央企业共21户。中央文化企业中，中国出版集团和紫荆文化集团的资产和财务关系在财政部单列，正职领导干部由中共中央任免。3户行政类中央企业的正职领导干部由中共中央任免。北大荒农垦集团的正职领导干部由中共黑龙江省委任免。

#### 中央金融企业
《中央金融企业名录》包括中央管理领导人员的金融企业15户，符合条件、审核确定列入名录的企业12户。

## 统计数据
2010年全年，中央企业累计实现营业收入166968.9亿元，同比增长超三成；累计实现净利润8489.8亿元，同比增长超四成。央企利润的80%以上来自中石油、中石化、中海油、中联通、中移动、中电信等数家企业。
截至2008年底，中央企业在全球127个国家和地区共设立对外直接投资企业1,791家，累计对外直接投资1,165亿美元，占中国对外直接投资累计净额的63.3%。
2014年7月，国务院国有资产监督管理委员会发布《中央企业2013年度总体运行情况》，截至2013年底，113家中央企业资产总额达到35万亿元，比上年增长11.7%，其中，资产总额超过千亿元的企业已有68家。
2021年中央企业中基础条件较好、主营业务突出、竞争优势明显的中国航天科技集团、中国石油集团、国家电网、中国长江三峡集团、国家能源集团、中国移动、中国宝武、中航集团、中国建筑集团、中国中车集团、中广核集团11家企业为国资委遴选的参与创建世界一流示范企业工作的中央企业。

## 名录
| 序号                             | 企业全名                                         | 总部     | 正职干部管理权限     | 定位                            |
| -------------------------------- | ------------------------------------------------ | -------- | -------------------- | ------------------------------- |
| 国务院国资委履行出资人职责的企业 |                                                  |          |                      |                                 |
| 1                                | 中国核工业集团有限公司                           | 北京     | 中共中央             | 国有重要骨干企业                |
| 2                                | 中国航天科技集团有限公司                         | 北京     | 中共中央             | 国有重要骨干企业                |
| 3                                | 中国航天科工集团有限公司                         | 北京     | 中共中央             | 国有重要骨干企业                |
| 4                                | 中国航空工业集团有限公司                         | 北京     | 中共中央             | 国有重要骨干企业                |
| 5                                | 中国船舶集团有限公司                             | 上海     | 中共中央             | 国有重要骨干企业                |
| 6                                | 中国兵器工业集团有限公司                         | 北京     | 中共中央             | 国有重要骨干企业                |
| 7                                | 中国兵器装备集团有限公司                         | 北京     | 中共中央             | 国有重要骨干企业                |
| 8                                | 中国电子科技集团有限公司                         | 北京     | 中共中央             | 国有重要骨干企业                |
| 9                                | 中国航空发动机集团有限公司                       | 北京     | 中共中央             | 国有重要骨干企业                |
| 10                               | 中国融通资产管理集团有限公司                     | 北京     | 中共中央             | 国有重要骨干企业                |
| 11                               | 中国石油天然气集团有限公司                       | 北京     | 中共中央             | 国有重要骨干企业                |
| 12                               | 中国石油化工集团有限公司                         | 北京     | 中共中央             | 国有重要骨干企业                |
| 13                               | 中国海洋石油集团有限公司                         | 北京     | 中共中央             | 国有重要骨干企业                |
| 14                               | 国家石油天然气管网集团有限公司                   | 北京     | 中共中央             | 国有重要骨干企业                |
| 15                               | 国家电网有限公司                                 | 北京     | 中共中央             | 国有重要骨干企业                |
| 16                               | 中国南方电网有限责任公司                         | 广州     | 中共中央             | 国有重要骨干企业                |
| 17                               | 中国华能集团有限公司                             | 雄安新区 | 中共中央             | 国有重要骨干企业                |
| 18                               | 中国大唐集团有限公司                             | 北京     | 中共中央             | 国有重要骨干企业                |
| 19                               | 中国华电集团有限公司                             | 北京     | 中共中央             | 国有重要骨干企业                |
| 20                               | 国家电力投资集团有限公司                         | 北京     | 中共中央             | 国有重要骨干企业                |
| 21                               | 中国长江三峡集团有限公司                         | 武汉     | 中共中央             | 国有重要骨干企业                |
| 22                               | 中国雅江集团有限公司                             | 林芝     | 中共中央             | 国有重要骨干企业                |
| 23                               | 国家能源投资集团有限责任公司                     | 北京     | 中共中央             | 国有重要骨干企业                |
| 24                               | 中国电信集团有限公司                             | 北京     | 中共中央             | 国有重要骨干企业                |
| 25                               | 中国联合网络通信集团有限公司                     | 北京     | 中共中央             | 国有重要骨干企业                |
| 26                               | 中国移动通信集团有限公司                         | 北京     | 中共中央             | 国有重要骨干企业                |
| 27                               | 中国卫星网络集团有限公司                         | 雄安新区 | 中共中央             | 国有重要骨干企业                |
| 28                               | 中国电子信息产业集团有限公司                     | 深圳     | 中共中央             | 国有重要骨干企业                |
| 29                               | 中国第一汽车集团有限公司                         | 长春     | 中共中央             | 国有重要骨干企业                |
| 30                               | 东风汽车集团有限公司                             | 武汉     | 中共中央             | 国有重要骨干企业                |
| 31                               | 中国一重集团有限公司                             | 齐齐哈尔 | 中共中央             | 国有重要骨干企业                |
| 32                               | 中国机械工业集团有限公司                         | 北京     | 中共中央             | 国有重要骨干企业                |
| 33                               | 哈尔滨电气集团有限公司                           | 哈尔滨   | 中共中央             | 国有重要骨干企业                |
| 34                               | 中国东方电气集团有限公司                         | 成都     | 中共中央             | 国有重要骨干企业                |
| 35                               | 鞍钢集团有限公司                                 | 鞍山     | 中共中央             | 国有重要骨干企业                |
| 36                               | 中国宝武钢铁集团有限公司                         | 上海     | 中共中央             | 国有重要骨干企业                |
| 37                               | 中国矿产资源集团有限公司                         | 雄安新区 | 中共中央             | 国有重要骨干企业                |
| 38                               | 中国铝业集团有限公司                             | 北京     | 中共中央             | 国有重要骨干企业                |
| 39                               | 中国远洋海运集团有限公司                         | 上海     | 中共中央             | 国有重要骨干企业                |
| 40                               | 中国航空集团有限公司                             | 北京     | 中共中央             | 国有重要骨干企业                |
| 41                               | 中国东方航空集团有限公司                         | 上海     | 中共中央             | 国有重要骨干企业                |
| 42                               | 中国南方航空集团有限公司                         | 广州     | 中共中央             | 国有重要骨干企业                |
| 43                               | 中国中化控股有限责任公司                         | 雄安新区 | 中共中央             | 国有重要骨干企业                |
| 44                               | 中粮集团有限公司                                 | 北京     | 中共中央             | 国有重要骨干企业                |
| 45                               | 中国五矿集团有限公司                             | 北京     | 中共中央             | 国有重要骨干企业                |
| 46                               | 中国通用技术（集团）控股有限责任公司             | 北京     | 中共中央             | 国有重要骨干企业                |
| 47                               | 中国建筑集团有限公司                             | 北京     | 中共中央             | 国有重要骨干企业                |
| 48                               | 中国储备粮管理集团有限公司                       | 北京     | 中共中央             | 国有重要骨干企业                |
| 49                               | 中国南水北调集团有限公司                         | 北京     | 中共中央             | 国有重要骨干企业                |
| 50                               | 国家开发投资集团有限公司                         | 北京     | 中共中央             | 国有重要骨干企业                |
| 51                               | 招商局集团有限公司                               | 香港     | 中共中央             | 国有重要骨干企业                |
| 52                               | 华润（集团）有限公司                             | 香港     | 中共中央             | 国有重要骨干企业                |
| 53                               | 中国旅游集团有限公司（香港中旅（集团）有限公司） | 香港     | 中共中央             | 国有重要骨干企业                |
| 54                               | 中国商用飞机有限责任公司                         | 上海     | 中共中央             | 国有重要骨干企业                |
| 55                               | 中国节能环保集团有限公司                         | 北京     | 中共国务院国资委党委 | 一般中央企业                    |
| 56                               | 中国国际工程咨询有限公司                         | 北京     | 中共国务院国资委党委 | 一般中央企业                    |
| 57                               | 中国诚通控股集团有限公司                         | 北京     | 中共国务院国资委党委 | 一般中央企业                    |
| 58                               | 中国中煤能源集团有限公司                         | 北京     | 中共国务院国资委党委 | 一般中央企业                    |
| 59                               | 中国煤炭科工集团有限公司                         | 北京     | 中共国务院国资委党委 | 一般中央企业                    |
| 60                               | 中国机械科学研究总院集团有限公司                 | 北京     | 中共国务院国资委党委 | 一般中央企业                    |
| 61                               | 中国钢研科技集团有限公司                         | 北京     | 中共国务院国资委党委 | 一般中央企业                    |
| 62                               | 中国化学工程集团有限公司                         | 北京     | 中共国务院国资委党委 | 一般中央企业                    |
| 63                               | 中国盐业集团有限公司                             | 北京     | 中共国务院国资委党委 | 一般中央企业                    |
| 64                               | 中国建材集团有限公司                             | 北京     | 中共国务院国资委党委 | 一般中央企业                    |
| 65                               | 中国有色矿业集团有限公司                         | 北京     | 中共国务院国资委党委 | 一般中央企业                    |
| 66                               | 中国稀土集团有限公司                             | 赣州     | 中共国务院国资委党委 | 一般中央企业                    |
| 67                               | 中国资源循环集团有限公司                         | 天津     | 中共国务院国资委党委 | 一般中央企业                    |
| 68                               | 中国有研科技集团有限公司                         | 北京     | 中共国务院国资委党委 | 一般中央企业                    |
| 69                               | 矿冶科技集团有限公司                             | 北京     | 中共国务院国资委党委 | 一般中央企业                    |
| 70                               | 中国国际技术智力合作集团有限公司                 | 北京     | 中共国务院国资委党委 | 一般中央企业                    |
| 71                               | 中国建筑科学研究院有限公司                       | 北京     | 中共国务院国资委党委 | 一般中央企业                    |
| 72                               | 中国中车集团有限公司                             | 北京     | 中共国务院国资委党委 | 一般中央企业                    |
| 73                               | 中国长安汽车集团有限公司                         | 重庆     | 中共国务院国资委党委 | 一般中央企业                    |
| 74                               | 中国铁路通信信号集团有限公司                     | 北京     | 中共国务院国资委党委 | 一般中央企业                    |
| 75                               | 中国铁路工程集团有限公司                         | 北京     | 中共国务院国资委党委 | 一般中央企业                    |
| 76                               | 中国铁道建筑集团有限公司                         | 北京     | 中共国务院国资委党委 | 一般中央企业                    |
| 77                               | 中国交通建设集团有限公司                         | 北京     | 中共国务院国资委党委 | 一般中央企业                    |
| 78                               | 中国信息通信科技集团有限公司                     | 北京     | 中共国务院国资委党委 | 一般中央企业                    |
| 79                               | 中国农业发展集团有限公司                         | 北京     | 中共国务院国资委党委 | 一般中央企业                    |
| 80                               | 中国林业集团有限公司                             | 北京     | 中共国务院国资委党委 | 一般中央企业                    |
| 81                               | 中国医药集团有限公司                             | 北京     | 中共国务院国资委党委 | 一般中央企业                    |
| 82                               | 中国保利集团有限公司                             | 北京     | 中共国务院国资委党委 | 一般中央企业                    |
| 83                               | 中国建设科技有限公司                             | 北京     | 中共国务院国资委党委 | 一般中央企业                    |
| 84                               | 中国冶金地质总局                                 | 北京     | 中共国务院国资委党委 | 一般中央企业                    |
| 85                               | 中国煤炭地质总局                                 | 北京     | 中共国务院国资委党委 | 一般中央企业                    |
| 86                               | 新兴际华集团有限公司                             | 北京     | 中共国务院国资委党委 | 一般中央企业                    |
| 87                               | 中国民航信息集团有限公司                         | 北京     | 中共国务院国资委党委 | 一般中央企业                    |
| 88                               | 中国航空油料集团有限公司                         | 北京     | 中共国务院国资委党委 | 一般中央企业                    |
| 89                               | 中国航空器材集团有限公司                         | 北京     | 中共国务院国资委党委 | 一般中央企业                    |
| 90                               | 中国电力建设集团有限公司                         | 北京     | 中共国务院国资委党委 | 一般中央企业                    |
| 91                               | 中国能源建设集团有限公司                         | 北京     | 中共国务院国资委党委 | 一般中央企业                    |
| 92                               | 中国安能建设集团有限公司                         | 北京     | 中共国务院国资委党委 | 一般中央企业                    |
| 93                               | 中国黄金集团有限公司                             | 武汉     | 中共国务院国资委党委 | 一般中央企业                    |
| 94                               | 中国广核集团有限公司                             | 深圳     | 中共国务院国资委党委 | 一般中央企业                    |
| 95                               | 华侨城集团有限公司                               | 深圳     | 中共国务院国资委党委 | 一般中央企业                    |
| 96                               | 南光（集团）有限公司（中国南光集团有限公司）     | 澳門     | 中共国务院国资委党委 | 一般中央企业                    |
| 97                               | 中国电气装备集团有限公司                         | 上海     | 中共国务院国资委党委 | 一般中央企业                    |
| 98                               | 中国物流集团有限公司                             | 北京     | 中共国务院国资委党委 | 一般中央企业                    |
| 99                               | 中国国新控股有限责任公司                         | 北京     | 中共国务院国资委党委 | 一般中央企业                    |
| 100                              | 中国检验认证（集团）有限公司                     | 北京     | 中共国务院国资委党委 | 一般中央企业                    |
| 财政部履行出资人职责的企业       |                                                  |          |                      |                                 |
| 中央金融企业                     |                                                  |          |                      |                                 |
| 1                                | 中国投资有限责任公司                             | 北京     | 中共中央             | 中管金融企业 国有重点金融机构   |
| 2                                | 国家开发银行                                     | 北京     | 中共中央             | 中管金融企业 国有重点金融机构   |
| 3                                | 中国进出口银行                                   | 北京     | 中共中央             | 中管金融企业 国有重点金融机构   |
| 4                                | 中国农业发展银行                                 | 北京     | 中共中央             | 中管金融企业 国有重点金融机构   |
| 5                                | 中国工商银行股份有限公司                         | 北京     | 中共中央             | 中管金融企业 国有重点金融机构   |
| 6                                | 中国农业银行股份有限公司                         | 北京     | 中共中央             | 中管金融企业 国有重点金融机构   |
| 7                                | 中国银行股份有限公司                             | 北京     | 中共中央             | 中管金融企业 国有重点金融机构   |
| 8                                | 中国建设银行股份有限公司                         | 北京     | 中共中央             | 中管金融企业 国有重点金融机构   |
| 9                                | 交通银行股份有限公司                             | 上海     | 中共中央             | 中管金融企业 国有重点金融机构   |
| 10                               | 中国中信集团有限公司                             | 北京     | 中共中央             | 中管金融企业 国有重点金融机构   |
| 11                               | 中国光大集团股份公司                             | 北京     | 中共中央             | 中管金融企业 国有重点金融机构   |
| 12                               | 中国人民保险集团股份有限公司                     | 北京     | 中共中央             | 中管金融企业 国有重点金融机构   |
| 13                               | 中国人寿保险（集团）公司                         | 北京     | 中共中央             | 中管金融企业 国有重点金融机构   |
| 14                               | 中国太平保险集团有限责任公司                     | 北京     | 中共中央             | 中管金融企业 国有重点金融机构   |
| 15                               | 中国出口信用保险公司                             | 北京     | 中共中央             | 中管金融企业 国有重点金融机构   |
| 16                               | 中国中信金融资产管理股份有限公司                 | 北京     | 中信集团党委         | 一般中央金融企业                |
| 17                               | 中国长城资产管理股份有限公司                     | 北京     | 金融监管总局         | 一般中央金融企业                |
| 18                               | 中国东方资产管理股份有限公司                     | 北京     | 金融监管总局         | 一般中央金融企业                |
| 19                               | 中国信达资产管理股份有限公司                     | 北京     | 金融监管总局         | 一般中央金融企业                |
| 20                               | 中央国债登记结算有限责任公司                     | 北京     | 金融监管总局         | 一般中央金融企业                |
| 21                               | 中国农业再保险股份有限公司                       | 北京     | 金融监管总局         | 一般中央金融企业                |
| 22                               | 中国政企合作投资基金股份有限公司                 | 北京     | 财政部               | 一般中央金融企业                |
| 23                               | 国家融资担保基金有限责任公司                     | 北京     | 财政部               | 一般中央金融企业                |
| 24                               | 国家农业信贷担保联盟有限责任公司                 | 北京     | 财政部               | 一般中央金融企业                |
| 25                               | 中国再保险（集团）股份有限公司                   | 北京     | 中投公司党委         | 一般中央金融企业                |
| 26                               | 中国建银投资有限责任公司                         | 北京     | 中投公司党委         | 一般中央金融企业                |
| 27                               | 中国银河金融控股有限责任公司                     | 北京     | 中投公司党委         | 一般中央金融企业                |
| 资产财务关系单列的中央文化企业   |                                                  |          |                      |                                 |
| 1                                | 中国出版集团有限公司                             | 北京     | 中共中央             | 国有重要骨干企业                |
| 2                                | 紫荆文化集团有限公司                             | 香港     | 中共中央             | 国有重要骨干企业                |
| 其他中央企业                     |                                                  |          |                      |                                 |
| 1                                | 中国国家铁路集团有限公司                         | 北京     | 中共中央             | 国有重要骨干企业 行政类中央企业 |
| 2                                | 中国邮政集团有限公司                             | 北京     | 中共中央             | 国有重要骨干企业 行政类中央企业 |
| 3                                | 中国烟草总公司                                   | 北京     | 中共中央             | 国有重要骨干企业 行政类中央企业 |
| 4                                | 北大荒农垦集团有限公司                           | 哈尔滨   | 中共黑龙江省委       | 一般中央企业 商业类中央企业     |

## 国务院国资委监管企业名单变更历史
国务院国有资产监督管理委员会管理的中央企业变动情况如下：
2003年4月6日，国务院国资委挂牌成立。2003年10月30日，国务院国资委公布189户中央企业的名单。
| 序号 | 现有企业                                     | 变更日期       | 变更内容 | 户数  |
| ---- | -------------------------------------------- | -------------- | --- | ----- |
| 1    | 中国核工业集团有限公司                       | 2018年1月31日  | 经报国务院批准，中国核工业集团有限公司与中国核工业建设集团有限公司实施重组，中国核工业建设集团有限公司整体无偿划转进入中国核工业集团有限公司，不再作为国资委直接监管企业。 | 96户  |
| 2    | 中国航天科技集团公司                         | 2011年9月9日   | 中国乐凯胶片集团公司并入中国航天科技集团公司成为其全资子企业。 | 119户 |
| 2    | 中国航天科技集团公司                         | 2009年4月3日   | 中国卫星通信集团公司并入中国航天科技集团公司成为其全资子企业。 | 138户 |
| 2    | 中国航天科技集团公司                         | 2003年12月25日 | 中国四维测绘技术总公司成为中国卫星通信集团公司的全资子公司。 | 186户 |
| 4    | 中国航空工业集团公司                         | 2008年11月14日 | 中国航空工业第一集团公司与中国航空工业第二集团公司合并组建为中国航空工业集团公司。 | 143户 |
| 5    | 中国船舶集团有限公司                         | 2019年10月25日 | 经报国务院批准，中国船舶工业集团有限公司与中国船舶重工集团有限公司实施联合重组，组建中国船舶集团有限公司。 | 95户  |
| 8    | 中国电子科技集团公司                         | 2009年12月31日 | 中国远东国际贸易总公司并入中国电子科技集团公司成为其全资子企业 | 129户 |
| 9    | 中国航空发动机集团有限公司                   | 2016年7月8日   | 经国务院批准，新组建的中国航空发动机集团有限公司由国务院国有资产监督管理委员会代表国务院履行出资人职责，列入国务院国有资产监督管理委员会履行出资人职责的企业名单，排在中国电子科技集团公司之后。 | 106户 |
| 10   | 中国融通资产管理集团有限公司                 | 2020年3月31日  | 经批准，列入国务院国有资产监督管理委员会履行出资人职责企业名单。 | 97户  |
| 11   | 中国石油天然气集团公司                       | 2007年7月20日  | 中国纺织工业设计院并入中国石油天然气集团公司成为其全资子企业。 | 155户 |
| 11   | 中国石油天然气集团公司                       | 2005年4月26日  | 中国寰球工程公司并入中国石油天然气集团公司成为其全资子企业。 | 172户 |
| 13   | 中国海洋石油总公司                           | 2006年10月24日 | 中国化工建设总公司并入中国海洋石油总公司成为其全资子企业。 | 161户 |
| 13   | 中国海洋石油总公司                           | 2007年4月17日  | 中国化工供销集团总公司并入中国海洋石油总公司成为其全资子企业。 | 157户 |
| 14   | 国家石油天然气管网集团有限公司               | 2019年12月9日  | 经报国务院批准，中石油、中石化、中海油三大石油公司全资和控股（参股）的4MPA以上国家干线管网、省级管网、LNG接收站、储气库、管网调度业务等资产、员工实施联合重组，组建国家石油天然气管网集团有限公司。 | 96户  |
| 20   | 国家电力投资集团公司                         | 2015年6月1日   | 经报国务院批准，中国电力投资集团公司和国家核电技术有限公司实施联合重组 | 111户 |
| 20   | 国家电力投资集团公司                         | 2007年5月22日  | 新组建国家核电技术有限公司。 | 158户 |
| 21   | 中国长江三峡集团公司                         | 2008年10月17日 | 中国水利投资集团公司并入中国长江三峡集团公司成为其全资子企业。 | 146户 |
| 21   | 中国长江三峡集团公司                         | 2004年12月30日 | 中国水利电力对外公司并入中国水利投资集团公司成为其全资子企业。 | 178户 |
| 22   | 国家能源投资集团有限责任公司                 | 2017年8月28日  | 经报国务院批准，中国国电集团公司与神华集团有限责任公司合并重组为国家能源投资集团有限责任公司。 | 97户  |
| 24   | 中国联合网络通信集团有限公司                 | 2009年1月7日   | 中国联合通信有限公司与中国网络通信集团公司合并组建为中国联合网络通信集团有限公司。 | 141户 |
| 24   | 中国联合网络通信集团有限公司                 | 2006年4月29日  | 中讯邮电咨询设计院并入中国联合通信有限公司成为其全资子企业。 | 166户 |
| 25   | 中国移动通信集团公司                         | 2008年6月10日  | 中国铁通集团有限公司并入中国移动通信集团公司成为其全资子公司。 | 150户 |
| 25   | 中国移动通信集团公司                         | 2004年2月12日  | 铁道部所属的中国铁通集团有限公司移交至国务院国资委。 | 188户 |
| 26   | 中国电子信息产业集团有限公司                 | 2013年1月5日   | 彩虹集团公司并入中国电子信息产业集团有限公司成为其全资子企业。 | 116户 |
| 26   | 中国电子信息产业集团有限公司                 | 2005年8月1日   | 中国长城计算机集团公司并入中国电子信息产业集团有限公司成为其全资子企业。 | 169户 |
| 30   | 中国机械工业集团公司                         | 2017年6月29日  | 经报国务院批准，中国恒天集团有限公司整体并入中国机械工业集团公司，成为其全资子企业。中国恒天集团有限公司不再作为国资委直接监管企业。 | 100户 |
| 30   | 中国机械工业集团公司                         | 2013年7月18日  | 中国第二重型机械集团公司与中国机械工业集团有限公司实施联合重组，重组后的新集团沿用“中国机械工业集团有限公司”名称。 | 113户 |
| 30   | 中国机械工业集团公司                         | 2009年7月8日   | 中国农业机械化科学研究院并入中国机械工业集团有限公司成为其全资子企业。 | 136户 |
| 30   | 中国机械工业集团公司                         | 2007年12月18日 | 中国海洋航空集团公司并入中国机械工业集团有限公司成为其全资子企业。 | 152户 |
| 30   | 中国机械工业集团公司                         | 2007年12月1日  | 中国福马机械集团有限公司并入中国机械工业集团有限公司成为其全资子企业。 | 153户 |
| 30   | 中国机械工业集团公司                         | 2005年4月26日  | 中国纺织物资集团总公司并入中国恒天集团公司成为其全资子企业。 | 172户 |
| 30   | 中国机械工业集团公司                         | 2004年12月16日 | 中国进口汽车贸易中心并入中国机械工业集团有限公司成为其全资子企业。 | 181户 |
| 33   | 鞍钢集团公司                                 | 2010年5月26日  | 攀钢集团有限公司并入鞍钢集团公司成为其全资子企业。 | 125户 |
| 34   | 中国宝武钢铁集团有限公司                     | 2016年9月22日  | 经报国务院批准，宝钢集团有限公司与武汉钢铁（集团）公司实施联合重组。 | 102户 |
| 36   | 中國遠洋海運集團有限公司                     | 2015年12月11日 | 經報國務院批准，中国远洋运输集团总公司整體併入中國遠洋，成為其全資子企業。中国远洋运输集团总公司不再作為國資委直接監管企業，新名稱為「中國遠洋海運集團有限公司」，將成為全球第四大集裝箱海運商，總部將設於上海。 | 108户 |
| 36   | 中國遠洋海運集團有限公司                     | 2010年8月5日   | 上海船舶运输科学研究所并入中国远洋运输集团总公司成为其全资子企业。 | 123户 |
| 36   | 中國遠洋海運集團有限公司                     | 2005年3月9日   | 中国外轮理货总公司成为中国远洋运输集团总公司的全资子公司。 | 177户 |
| 40   | 中国中化集团公司                             | 2007年6月25日  | 中国种子集团公司并入中国中化集团公司成为其全资子企业。 | 157户 |
| 40   | 中国中化集团公司                             | 2007年4月17日  | 沈阳化工研究院并入中国中化集团公司成为其全资子企业。 | 157户 |
| 41   | 中粮集团有限公司                             | 2016年7月15日  | 经报国务院批准，中国中纺集团公司整体并入中粮集团有限公司，成为其全资子企业。中国中纺集团不再作为国资委直接监管企业。 | 104户 |
| 41   | 中粮集团有限公司                             | 2014年11月26日 | 中国华孚贸易发展集团公司整体并入中粮集团有限公司，成为其全资子企业。 | 112户 |
| 41   | 中粮集团有限公司                             | 2013年3月12日  | 中国华粮物流集团公司并入中粮集团有限公司成为其全资子企业。 | 115户 |
| 41   | 中粮集团有限公司                             | 2012年4月10日  | 发改委和财政部所属的中国华粮物流集团公司移交至国务院国资委。 | 118户 |
| 41   | 中粮集团有限公司                             | 2006年3月17日  | 中谷粮油集团公司并入中粮集团有限公司成为其全资子企业。 | 167户 |
| 41   | 中粮集团有限公司                             | 2004年12月16日 | 中国土产畜产进出口总公司并入中粮集团有限公司成为其全资子企业。 | 181户 |
| 42   | 中國五礦集團公司                             | 2015年12月8日  | 經報國務院批准，中國冶金科工集團有限公司整體併入中國五礦集團公司，成為其全資子企業。中國冶金科工集團有限公司不再作為國資委直接監管企業。 | 109户 |
| 42   | 中國五礦集團公司                             | 2009年10月26日 | 长沙矿冶研究院和鲁中冶金矿业集团公司并入中国五矿集团公司成为其全资子企业。 | 132户 |
| 42   | 中國五礦集團公司                             | 2005年4月26日  | 中国有色工程设计研究总院并入中国冶金科工集团有限公司成为其全资子企业。 | 172户 |
| 42   | 中國五礦集團公司                             | 2004年12月16日 | 邯邢冶金矿山管理局并入中国五矿集团公司成为其全资子企业。 | 181户 |
| 43   | 中国通用技术集团控股有限责任公司             | 2009年12月31日 | 中国邮电器材集团公司并入中国通用技术集团控股有限责任公司成为其全资子企业。 | 129户 |
| 43   | 中国通用技术集团控股有限责任公司             | 2009年10月26日 | 中国新兴集团总公司并入中国通用技术集团控股有限责任公司成为其全资子企业。 | 132户 |
| 43   | 中国通用技术集团控股有限责任公司             | 2009年7月8日   | 中国纺织科学研究院并入中国通用技术集团控股有限责任公司成为其全资子企业。 | 136户 |
| 43   | 中国通用技术集团控股有限责任公司             | 2008年9月10日  | 中国轻工业品进出口总公司并入中国通用技术集团控股有限责任公司成为其全资子企业。 | 147户 |
| 45   | 中国储备粮管理总公司                         | 2016年11月23日 | 经报国务院批准，中国储备棉管理总公司整体并入中国储备粮管理总公司，成为其全资子企业。中国储备棉管理总公司不再作为国资委直接监管企业。 | 101户 |
| 46   | 国家开发投资公司                             | 2010年12月23日 | 中国高新投资集团公司并入国家开发投资公司成为其全资子企业。 | 122户 |
| 46   | 国家开发投资公司                             | 2009年4月3日   | 中国电子工程设计院和中国成套设备进出口集团总公司并入国家开发投资公司成为其全资子企业。 | 138户 |
| 46   | 国家开发投资公司                             | 2006年10月24日 | 中国投资担保有限公司并入国家开发投资公司成为其全资子企业。 | 161户 |
| 47   | 招商局集团有限公司                           | 2015年12月29日 | 经报国务院批准，中国外运长航集团有限公司整体并入招商局集团有限公司，成为其全资子企业。中国外运长航集团有限公司不再作为国资委直接监管企业。 | 107户 |
| 47   | 招商局集团有限公司                           | 2008年12月19日 | 中国对外贸易运输集团总公司与中国长江航运集团总公司合并组建为中国外运长航集团有限公司。 | 142户 |
| 48   | 华润集团有限公司                             | 2007年12月26日 | 三九企业集团并入华润集团有限公司成为其全资子企业。 | 151户 |
| 48   | 华润集团有限公司                             | 2006年10月24日 | 中国华源集团有限公司的国有股权划转给华润集团有限公司。 | 161户 |
| 49   | 中国旅游集团公司［香港中旅（集团）有限公司］ | 2016年7月11日  | 经报国务院批准，中国国旅集团有限公司整体并入中国港中旅集团公司，成为其全资子公司。中国国旅集团有限公司不再作为国资委监管企业。 | 105户 |
| 49   | 中国旅游集团公司［香港中旅（集团）有限公司］ | 2007年7月20日  | 中国中旅集团公司并入中国港中旅集团公司成为其全资子企业。 | 155户 |
| 49   | 中国旅游集团公司［香港中旅（集团）有限公司］ | 2004年12月16日 | 中国旅游商贸服务总公司并入中国中旅集团公司成为其全资子企业。 | 181户 |
| 49   | 中国旅游集团公司［香港中旅（集团）有限公司］ | 2003年12月25日 | 中国免税品集团总公司成为中国国旅集团有限公司的全资子公司。 | 186户 |
| 50   | 中国商用飞机有限责任公司                     | 2008年5月21日  | 新组建中国商用飞机有限责任公司。 | 151户 |
| 51   | 中国节能环保集团公司                         | 2010年3月15日  | 中国新时代控股集团公司并入中国节能环保集团公司成为其全资子企业。 | 127户 |
| 51   | 中国节能环保集团公司                         | 2006年12月28日 | 中国地质工程集团公司并入中国新时代控股集团公司成为其全资子企业。 | 159户 |
| 51   | 中国节能环保集团公司                         | 2004年12月16日 | 中机国际工程咨询设计总院并入中国新时代控股集团公司成为其全资子企业。 | 181户 |
| 53   | 中国诚通控股集团有限公司                     | 2011年1月31日  | 中商企业集团公司并入中国诚通控股集团有限公司成为其全资子企业。 | 121户 |
| 53   | 中国诚通控股集团有限公司                     | 2010年2月2日   | 中国包装总公司并入中国诚通控股集团有限公司成为其全资子企业。 | 128户 |
| 53   | 中国诚通控股集团有限公司                     | 2008年7月3日   | 中国国际企业合作公司并入中国诚通控股集团有限公司成为其全资子企业。 | 149户 |
| 53   | 中国诚通控股集团有限公司                     | 2008年1月18日  | 中国唱片总公司并入中国诚通控股集团有限公司成为其全资子企业。 | 150户 |
| 53   | 中国诚通控股集团有限公司                     | 2006年8月25日  | 中国寰岛集团公司并入中国诚通控股集团有限公司成为其全资子企业。 | 165户 |
| 55   | 中国煤炭科工集团有限公司                     | 2008年9月10日  | 中煤国际工程设计研究总院与煤炭科学研究总院合并组建为中国煤炭科工集团有限公司。 | 147户 |
| 58   | 中国钢研科技集团公司                         | 2006年12月28日 | 冶金自动化研究设计院并入中国钢研科技集团公司成为其全资子企业。 | 159户 |
| 59   | 中国化工集团公司                             | 2004年9月16日  | 中国蓝星集团总公司与中国昊华化工集团总公司合并组建为中国化工集团公司。 | 187户 |
| 62   | 中国建材集团有限公司                         | 2016年8月22日  | 经报国务院批准，中国建筑材料集团有限公司与中国中材集团公司实施重组。 | 103户 |
| 62   | 中国建材集团有限公司                         | 2005年4月26日  | 天津水泥工业设计研究院并入中国中材集团公司成为其全资子企业。 | 172户 |
| 62   | 中国建材集团有限公司                         | 2004年12月30日 | 中国建筑材料科学研究院和中国轻工业机械总公司并入中国建筑材料集团有限公司成为其全资子企业。 | 178户 |
| 68   | 中国中车集团公司                             | 2015年8月6日   | 经报国务院批准，中国北方机车车辆工业集团公司和中国南车集团公司实施联合重组。 | 110户 |
| 70   | 中国铁路工程总公司                           | 2003年12月25日 | 中国海外工程总公司成为中国铁路工程总公司的全资子公司。 | 186户 |
| 72   | 中国交通建设集团有限公司                     | 2010年8月5日   | 中国房地产开发集团公司并入中国交通建设集团有限公司成为其全资子企业。 | 123户 |
| 72   | 中国交通建设集团有限公司                     | 2005年8月1日   | 中国港湾建设集团总公司与中国路桥集团总公司合并组建为中国交通建设集团有限公司。 | 169户 |
| 75   | 中国农业发展集团总公司                       | 2009年12月8日  | 中国农垦集团总公司并入中国农业发展集团总公司成为其全资子企业。 | 131户 |
| 75   | 中国农业发展集团总公司                       | 2004年12月16日 | 中国牧工商集团总公司并入中国农业发展集团总公司成为其全资子企业。 | 181户 |
| 77   | 中国医药集团总公司                           | 2010年10月18日 | 中国出国人员服务总公司并入中国医药集团总公司成为其全资子企业。 | 122户 |
| 77   | 中国医药集团总公司                           | 2010年4月12日  | 上海医药工业研究院并入中国医药集团总公司成为其全资子企业。 | 126户 |
| 77   | 中国医药集团总公司                           | 2009年9月16日  | 中国生物技术集团公司并入中国医药集团总公司成为其全资子企业。 | 135户 |
| 77   | 中国医药集团总公司                           | 2005年8月1日   | 中国医疗卫生器材进出口公司并入中国生物技术集团公司成为其全资子企业。 | 169户 |
| 78   | 中国保利集团有限公司                         | 2019年7月8日   | 经报国务院批准，中国保利集团有限公司与中国中丝集团有限公司实施重组，中国中丝集团有限公司整体无偿划转进入中国保利集团有限公司，不再作为国资委直接监管企业。 | 96户  |
| 78   | 中国保利集团有限公司                         | 2017年8月21日  | 经报国务院批准，中国轻工集团公司、中国工艺（集团）公司整体并入中国保利集团公司，成为其全资子企业。中国轻工集团公司与中国工艺（集团）公司不再作为国资委直接监管企业。 | 98户  |
| 78   | 中国保利集团有限公司                         | 2008年11月14日 | 中国海诚国际工程投资总院和中国轻工业对外经济技术合作公司并入中国轻工集团公司成为其全资子企业。 | 143户 |
| 78   | 中国保利集团有限公司                         | 2006年10月24日 | 中国工艺品进出口总公司与中国工艺美术集团公司合并组建为中国工艺集团公司。 | 161户 |
| 86   | 中国电力建设集团有限公司                     | 2011年9月29日  | 中国水利水电建设集团公司与中国水电工程顾问集团公司合并组建为中国电力建设集团有限公司。 | 117户 |
| 87   | 中国能源建设集团有限公司                     | 2011年9月29日  | 中国葛洲坝集团公司与中国电力工程顾问集团公司合并组建为中国能源建设集团有限公司。 | 117户 |
| 88   | 中国安能建设集团有限公司                     | 2019年4月2日   | 经党中央、国务院批准，武警水电部队组建为国有企业后，使用“中国安能建设总公司”名称。目前，已完成公司制改制，更名为“中国安能建设集团有限公司”，列入国务院国有资产监督管理委员会代表国务院履行出资人职责的企业名单。 | 97户  |
| 92   | 华侨城集团公司                               | 2005年4月26日  | 华联发展集团有限公司的国有股权划转给华侨城集团公司。 | 172户 |
| 95   | 中国铁路物资总公司                           | 2004年2月12日  | 铁道部所属的中国铁路物资总公司移交至国务院国资委。 | 188户 |
| 96   | 中国国新控股有限责任公司                     | 2012年5月10日  | 中国印刷集团公司并入中国国新控股有限责任公司成为其全资子企业。 | 117户 |
| 96   | 中国国新控股有限责任公司                     | 2011年5月25日  | 中国华星集团公司并入中国国新控股有限责任公司成为其全资子企业。 | 120户 |
| 96   | 中国国新控股有限责任公司                     | 2010年12月23日 | 新组建中国国新控股有限责任公司。 | 123户 |
| 97   | 中国检验认证（集团）有限公司                 | 2020年6月5日   | 列入国务院国有资产监督管理委员会履行出资人职责企业名单 | 97户  |
|      |                                              | 2020年6月3日   | 经国务院批准，上海诺基亚贝尔股份有限公司（简称“诺基亚贝尔”）不再列入国务院国有资产监督管理委员会履行出资人职责企业名单，按照股权关系由相关中央企业管理。 | 96户  |
|      |                                              | 2013年6月24日  | 撤销华诚投资管理有限公司 | 114户 |
|      |                                              | 2007年12月1日  | 撤销中国汽车工业总公司。 | 153户 |
|      |                                              | 2006年3月17日  | 长江口航道建设有限公司移交至交通部成为长江口航道管理局。 | 167户 |
| 26   | 中国卫星网络集团有限公司                     | 2021年4月28日  | 经国务院批准，新组建的中国卫星网络集团有限公司由国务院国有资产监督管理委员会代表国务院履行出资人职责，列入国务院国有资产监督管理委员会履行出资人职责的企业名单。 | 96户  |
| 93   | 中国电气装备集团有限公司                     | 2021年9月25日  | 经国务院批准，组建中国电气装备集团有限公司，由国务院国有资产监督管理委员会代表国务院履行出资人职责，列入国务院国有资产监督管理委员会履行出资人职责的企业名单。国家电网有限公司所属相关企业、中国西电集团有限公司整体划入中国电气装备集团有限公司。中国西电集团有限公司不再作为国务院国有资产监督管理委员会履行出资人职责的企业。                   | 96户  |
| 95   | 中国物流集团有限公司                         | 2021年12月6日  | 经报国务院批准，中国铁路物资集团有限公司和中国诚通控股集团有限公司物流板块实施专业化整合。中国铁路物资集团有限公司更名为中国物流集团有限公司，由国务院国有资产监督管理委员会代表国务院履行出资人职责，列入国务院国有资产监督管理委员会履行出资人职责的企业名单。中国铁路物资集团有限公司不再作为国务院国有资产监督管理委员会履行出资人职责的企业。 | 96户  |
| 64   | 中国稀土集团有限公司                         | 2021年12月23日 | 经国务院批准，组建中国稀土集团有限公司，由国务院国有资产监督管理委员会代表国务院履行出资人职责，列入国务院国有资产监督管理委员会履行出资人职责的企业名单。 | 97户  |
| 36   | 中国矿产资源集团有限公司                     | 2022年7月25日  | 经国务院批准，组建中国矿产资源集团有限公司，由国务院国有资产监督管理委员会代表国务院履行出资人职责，列入国务院国有资产监督管理委员会履行出资人职责的企业名单。 | 98户  |
| 49   | 中国南水北调集团有限公司                     | 2022年12月31日 | 经批准，中国南水北调集团有限公司列入国务院国有资产监督管理委员会履行出资人职责企业名单。 | 98户  |
|      | 中国华录集团有限公司                         | 2023年11月23日 | 经报国务院批准，中国电子科技集团有限公司与中国华录集团有限公司实施重组，中国华录集团有限公司成为中国电子科技集团有限公司的控股子公司，不再作为国务院国资委履行出资人职责的企业。。 | 97户  |
| 67   | 中国资源循环集团有限公司                     | 2024年10月18日 | 经国务院批准，组建中国资源循环集团有限公司，由国务院国有资产监督管理委员会代表国务院履行出资人职责，列入国务院国有资产监督管理委员会履行出资人职责的企业名单。 | 98户  |
| 22   | 中国雅江集团有限公司                         | 2025年7月19日  | 经国务院批准，组建中国雅江集团有限公司，由国务院国有资产监督管理委员会代表国务院履行出资人职责，列入国务院国有资产监督管理委员会履行出资人职责的企业名单。 | 99户  |
| 73   | 中国长安汽车集团有限公司                     | 2025年7月29日  | 经国务院批准，组建中国长安汽车集团有限公司，由国务院国有资产监督管理委员会代表国务院履行出资人职责，列入国务院国有资产监督管理委员会履行出资人职责的企业名单。 | 100户 |

## 财政部监管企业名单变更历史
财政部管理的中央企业变动情况如下：
| 序号           | 现有企业                         | 变更日期                                                                                 | 变更内容 | 户数       |
| -------------- | -------------------------------- | ---------------------------------------------------------------------------------------- | --- | ---------- |
| 4              | 北大荒农垦集团有限公司           | 2020年9月18日                                                                            | 经报国务院批准，北大荒农垦集团列为中央财政一级预算单位，由财政部直接管理。 | 行政类4户  |
|                | 中国南水北调集团有限公司         | 2020年10月23日                                                                           | 经报国务院批准，新成立中国南水北调集团有限公司，暂由水利部代表国务院履行出资人职责。 | 行政类5户  |
| 2022年12月31日 | 中国南水北调集团有限公司         | 经批准，中国南水北调集团有限公司列入国务院国有资产监督管理委员会履行出资人职责企业名单。 | 行政类5户 |            |
| 1              | 中国投资有限责任公司             | ？年                                                                                     | 根据财政部《关于检查中央金融企业负责人薪酬管理情况的通知》（财监[2010]112号）、《中央金融企业负责人职务消费管理暂行办法》（财金〔2012〕125号），截至2012年，中国投资有限责任公司尚不属于中央金融企业。但根据财政部公布的《中央金融企业负责人2018年度薪酬信息披露》，截至2018年，中国投资有限责任公司已列入中央金融企业名单。 | 金融类24户 |
|                |                                  | 2019年                                                                                   | 根据财政部公布的《中央金融企业负责人2019年度薪酬信息披露》，中国银河投资管理有限公司不再列入中央金融企业名单。 | 金融类23户 |
| 21             | 中国农业再保险股份有限公司       | 2021年2月20日                                                                            | 根据《中央金融企业名录管理暂行规定》及财政部2021年2月20日公布的《中央金融企业名录》，中国农业再保险股份有限公司列入中央金融企业名单，排序第21位。 | 金融类24户 |
| 22             | 中国政企合作投资基金股份有限公司 | 2021年2月20日                                                                            | 根据《中央金融企业名录管理暂行规定》及财政部2021年2月20日公布的《中央金融企业名录》，中国政企合作投资基金股份有限公司列入中央金融企业名单，排序第22位。 | 金融类25户 |
| 23             | 国家融资担保基金有限责任公司     | 2021年2月20日                                                                            | 根据《中央金融企业名录管理暂行规定》及财政部2021年2月20日公布的《中央金融企业名录》，国家融资担保基金有限责任公司列入中央金融企业名单，排序第23位。 | 金融类26户 |
| 2              | 紫荆文化集团有限公司             | 2021年10月23日                                                                           | 经报国务院批准，新成立紫荆文化集团有限公司，由财政部代表国务院履行出资人职责。中国对外文化集团有限公司划归紫荆文化集团管理。 | 文化类3户  |
| 24             | 国家农业信贷担保联盟有限责任公司 | 2022年1月6日                                                                             | 经财政部批准，同意国家农业信贷担保联盟有限责任公司纳入中央金融企业名录。 | 金融类27户 |